# Eric Moreland
Eric Moreland, né le 24 décembre 1991, à Houston, au Texas, est un joueur américain de basket-ball. Il évolue aux postes d'ailier fort et de pivot.

## Biographie
En janvier 2015, il se blesse à l'épaule et doit se faire opérer.
Le 29 juillet 2015, il est libéré par les Kings de Sacramento.
Le 13 décembre 2018, il signe un contrat jusqu'à la fin de saison avec les Suns de Phoenix. Le 3 janvier 2019, il est coupé par les Suns de Phoenix.
Le 14 mars 2019, il signe un contrat de 10 jours avec les Raptors de Toronto. À l'issue de son contrat, il n'est pas prolongé par la franchise canadienne.
Le 10 avril 2019, il signe jusqu'à la fin de saison avec les Raptors de Toronto.

## Palmarès

### Palmarès
- Champion NBA en 2019 avec les Toronto Raptors.
- Champion de Conférence Est en 2019 avec les Toronto Raptors.